# Helminthosporium solani
Helminthosporium solani es un  hongo patógeno de vegetales como patata.